# Херман фон Харденберг
Херман фон Харденберг/Хериманус де Тутигехузен (на немски: Hermann von Hardenberg; Herimannus de Thutigehusen; * пр. 1264; † сл. 1312) е рицар от стария долносаксонски благороднически род Харденберг.
Той е син на рицар Бернхард фон Харденберг († сл. 1241). Внук е на Бернхард де Нофали (* пр. 1189; † сл. 1207) и съпругата му фон Бофентен, дъщеря на Гюнтер фон Бофентен. Правнук е на Бернхард фон Тюдингхаузен (* пр. 1139; † сл. 1151).
От 1219 г. фамилията има името фон Харденберг и живее оттогава в замък Харденберг.

## Деца
Херман фон Харденберг/Хериманус де Тутигехузен има четири деца:
- Енгелберт фон Харденберг (* пр. 1297; † сл. 1305/сл. 1345), рицар, женен пр. 24 март 1331 г. за София фон Шпигелберг († сл. 1331/сл. 1345), дъщеря на граф Мориц II фон Шпигелберг († 1316) и Гертруд фон Шваленберг; има 4 сина:
  - Енгелберт († сл. 1373)
  - Мориц († 1389)
  - Щраус († сл. 1373)
  - Дитрих
- Вернер фон Харденберг († сл. 1312)
- Герхард фон Харденберг (* пр. 1303; † сл. 1347), има син:
  - Херман (* пр. 1330; + сл. 1376), рицар, има два сина
- Ермгард фон Харденберг, омъжена за Готшалк фон Плесе